# Steginoporella dilatata
Steginoporella dilatata är en mossdjursart som beskrevs av Harmer 1926. Steginoporella dilatata ingår i släktet Steginoporella och familjen Steginoporellidae. Inga underarter finns listade i Catalogue of Life.